# Paddington, New South Wales
Paddington este o suburbie în Sydney, Australia. Este situat la trei kilometri la est de cartierul central de afaceri Sydney, Paddington se află în două zone ale administrației publice locale. Partea de sud a Oxford Street se află în orașul Sydney, în timp ce partea de nord de Oxford Street se află în cadrul municipalității Woollahra.